# Façana de l'immoble al carrer Major, 49 (Cervelló)
La Façana de l'immoble del carrer Major, 49 és una obra de les darreres tendències de Cervelló (Baix Llobregat) protegida com a bé cultural d'interès local.

## Descripció
Edifici entre mitgeres de planta baixa i tres pisos. A la planta baixa s'obre un estreta porta i una finestra quadrada de grans dimensions. Als pisos superiors s'obre una gran balcó per pis que ocupa tota l'amplada de la façana.